# Рафалув (Великопольське воєводство)
Рафалув (пол. Rafałów) — село в Польщі, у гміні Ґодзеші-Великі Каліського повіту Великопольського воєводства.
Населення — 159 осіб (2011).
У 1975-1998 роках село належало до Каліського воєводства.

## Демографія
Демографічна структура станом на 31 березня 2011 року:
|          | Загалом | Допрацездатний вік | Працездатний вік | Постпрацездатний вік |
| -------- | ------- | ------------------ | ---------------- | -------------------- |
| Чоловіки | 72      | 18                 | 46               | 8                    |
| Жінки    | 87      | 27                 | 42               | 18                   |
| Разом    | 159     | 45                 | 88               | 26                   |